# El Salto Dos
El Salto Dos är en ort i Mexiko.   Den ligger i kommunen Santa Ana Maya och delstaten Michoacán de Ocampo, i den centrala delen av landet, 220 km väster om huvudstaden Mexico City. El Salto Dos ligger 1 946 meter över havet och antalet invånare är 217.
Terrängen runt El Salto Dos är kuperad åt nordost, men åt sydväst är den platt. Terrängen runt El Salto Dos sluttar söderut. Runt El Salto Dos är det ganska tätbefolkat, med 166 invånare per kvadratkilometer. Närmaste större samhälle är Uriangato, 12,5 km nordväst om El Salto Dos. I omgivningarna runt El Salto Dos växer huvudsakligen savannskog.